# Police (district)
Police (powiat policki) is een Pools district (powiat) in de woiwodschap West-Pommeren. De oppervlakte bedraagt 664,16 km², het inwonertal 67.417 (2014). 

## Steden
- Nowe Warpno (Neuwarp)
- Police (Pölitz)

## Dorpen
- Trzebież (Ziegenort)
- Pilchowo (Polchow)
- Dobra (Daber)
- Buk (Böck)
- Mierzyn (Möhringen)
- Stolec (Stolzenburg)
- Wołczkowo (Völschendorf)
- Lubieszyn (Neu-Linken/Marienhof)
- Kołbaskowo (Kolbitzow)
- Barnisław (Barnimslow)
- Będargowo (Mandelkow)
- Bobolin (Boblin)
- Kamieniec (Schöningen)
- Karwowo (Karow)
- Kurów (Kurow)
- Moczyły (Schillersdorf)
- Ostoja (Schadeleben)
- Przecław (Pritzlow)
- Siadło Dolne (Niederzahden)
- Siadło Górne (Hohenzahden)
- Stobno (Stöven)
- Warzymice (Klein Reikendorf)

Stadsdistricten: Szczecin · Koszalin · Świnoujście

Districten:
Białogard · Choszczno · Drawsko Pomorskie · Goleniów · Gryfice · Gryfino · Kamień · Kołobrzeg · Koszalin · Łobez · Myślibórz · Police · Pyrzyce · Sławno · Stargard · Szczecinek · Świdwin · Wałcz

Grootste steden:
Białogard · Goleniów · Gryfino · Kołobrzeg · Koszalin · Police · Stargard · Świnoujście · Szczecin · Szczecinek · Wałcz